# Älvsborgsbron, Malmö

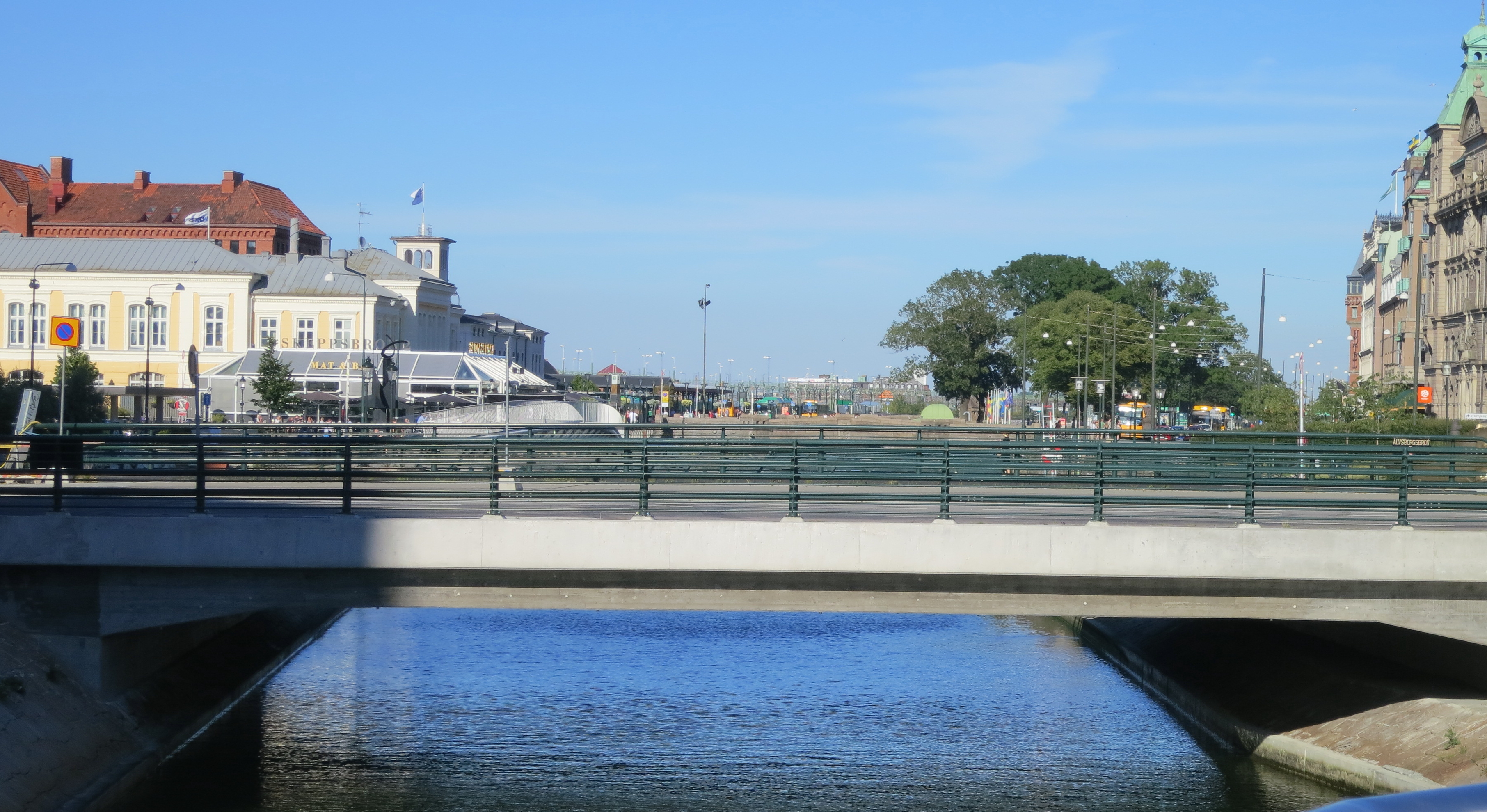
Älvsborgsbron efter ombyggnaden 2015

Älvsborgsbron är en bro i Malmö som korsar Västra Hamnkanalen vid Älvsborgsbastionen. Brons norra ände ansluter till Nordenskiöldsgatan medan södra ansluter till Gråbrödergatan som övergår till Engelbrektsgatan. 
Den första bron byggdes 1967, året efter Älvsborgsbron i Göteborg. Den andra, bredare, bron började byggas 2012.